# Эксперимент Миллера — Юри

Схема эксперимента

Эксперимент Ми́ллера — Ю́ри — известный классический эксперимент, в котором моделировались гипотетические условия раннего периода развития Земли для проверки возможности химической эволюции. Фактически это был экспериментальный тест гипотезы, высказанной ранее Александром Опариным и Джоном Холдейном, о том, что условия, существовавшие на примитивной Земле, способствовали химическим реакциям, которые могли привести к синтезу органических молекул из неорганических. Был проведён в 1953 году Стэнли Миллером и Гарольдом Юри. Аппарат, спроектированный для проведения эксперимента, включал смесь газов, соответствующую представлениям о составе атмосферы ранней Земли в 1950-х, и пропускавшиеся через неё электрические разряды (имитируя удары молнии по земле).
Эксперимент Миллера — Юри считается одним из важнейших опытов в исследовании происхождения жизни на Земле. Первичный анализ показал наличие в конечной смеси 5 аминокислот. Однако более точный повторный анализ, опубликованный в 2008 году, показал, что эксперимент привёл к образованию 22 аминокислот.

## Описание эксперимента
Собранный аппарат представлял собой две колбы, соединённые стеклянными трубками в цикл. Заполнявший систему газ представлял собой смесь из метана (CH4), аммиака (NH3), водорода (H2) и монооксида углерода (CO). Одна колба была наполовину заполнена водой, которая при нагревании испарялась, и водные пары попадали в верхнюю колбу, куда с помощью электродов подавались электрические разряды, имитирующие разряды молний на ранней Земле. По охлаждаемой трубке конденсировавшийся пар возвращался в нижнюю колбу, обеспечивая постоянную циркуляцию.
После одной недели непрерывного цикла Миллер и Юри обнаружили, что 10—15 % углерода перешло в органическую форму. Около 2 % углерода оказались в виде аминокислот, причём глицин оказался наиболее распространённой из них. Были также обнаружены сахара, липиды и предшественники нуклеиновых кислот. Эксперимент повторялся несколько раз в 1953—1954 годах. Миллер использовал два варианта аппарата, один из которых, т. н. «вулканический», имел определённое сужение в трубке, что приводило к ускоренному потоку водных паров через разрядную колбу, что, по его мнению, лучше имитировало вулканическую активность. Интересно, что повторный анализ проб Миллера, проведённый через 50 лет профессором и его бывшим сотрудником Джеффри Бейдом (англ. Jeffrey L. Bada) с использованием современных методов исследования, обнаружил в пробах из «вулканического» аппарата 22 аминокислоты, то есть гораздо больше, чем считалось ранее.
Миллер и Юри основывались в своих экспериментах на представлениях 1950-х годов о возможном составе земной атмосферы. После их экспериментов многие исследователи проводили подобные опыты в различных модификациях. Было показано, что даже небольшие изменения условий процесса и состава газовой смеси (например, добавления азота или кислорода) могли привести к очень существенным изменениям как образующихся органических молекул, так и эффективности самого процесса их синтеза. В настоящее время вопрос о возможном составе первичной земной атмосферы остаётся открытым. Однако, считается, что высокая вулканическая активность того времени способствовала выбросу также таких компонентов, как диоксид углерода (CO2), азот, сероводород (H2S), двуокись серы (SO2).

## Химия эксперимента
После первых реакций в смеси могли получиться синильная кислота (HCN), формальдегид (CH2O) и другие активные соединения (ацетилен, цианоацетилен, и т. п.):
CO2 → CO + [O] (атомарный кислород)
CH4 + 2[O] → CH2O + H2O
CO + NH3 → HCN + H2O
CH4 + NH3 → HCN + 3H2 (en:BMA process)
Формальдегид, аммиак и синильная кислота реагируют по процессу Штрекера в аминокислоты и прочие биомолекулы:
CH2O + HCN + NH3 → NH2-CH2-CN + H2O
NH2-CH2-CN + 2H2O → NH3 + NH2-CH2-COOH (глицин)
Далее, вода и формальдегид могут реагировать, по реакции Бутлерова, давая на выходе сахара, например рибозу.
Эксперимент показал, что аминокислоты, составляющие белок, могут быть получены из простых химических веществ, с подводом дополнительной энергии.

## Критика выводов эксперимента
Выводы о возможности химической эволюции, сделанные на основании данного эксперимента, подвергаются критике.
Как становится понятным, одним из основных аргументов критиков является отсутствие единой хиральности у синтезированных аминокислот. Действительно, полученные аминокислоты представляли собой практически равную смесь стереоизомеров, в то время как для аминокислот биологического происхождения, в том числе входящих в состав белков, весьма характерно преобладание одного из стереоизомеров. По этой причине дальнейший синтез сложных органических веществ, лежащих в основе жизни, непосредственно из полученной смеси затруднён.
Много позже, в 2001 году, Алан Сагательян (Alan Saghatelian et al.) показал, что самореплицирующиеся пептидные системы в состоянии эффективно усиливать молекулы определённого вращения в рацемической смеси, показав таким образом, что преобладание одного из стереоизомеров могло возникнуть естественным образом. Кроме того, показано, что существует возможность спонтанного возникновения хиральности в обычных химических реакциях, известны также пути синтеза ряда стереоизомеров, в том числе, углеводородов и аминокислот, в присутствии оптически активных катализаторов. Впрочем, непосредственно в данном эксперименте ничего подобного в явном виде не произошло.
Проблему хиральности пытаются решить иными способами, в частности, через теорию занесения органики метеоритами.
Биохимик Роберт Шапиро указал, что аминокислоты, синтезированные Миллером и Юри, значительно менее сложные молекулы, чем нуклеотиды. Самая простая из тех 20 аминокислот, что входят в состав природных белков, имеет всего два углеродных атома, а 17 аминокислот из того же набора — шесть и более. Аминокислоты и другие молекулы, синтезированные Миллером и Юри, содержали не более трех атомов углерода. А нуклеотиды в процессе подобных экспериментов вообще никогда не образовывались.